# L'École des indifférents
L'École des indifférents est un recueil de trois nouvelles de Jean Giraudoux publié en 1911 aux éditions Grasset.

## Résumé
- Jacques, l'égoïste :
- Don Manuel, le paresseux :
- Bernard, le faible Bernard :

## Éditions
- L'École des indifférents, éditions Grasset, 1911